# Z 4
Z 4 s přezdívkou Silná čtyřka byl malý osobní automobil vyráběný v letech 1933–1936 firmou Československá zbrojovka, akciová společnost, Brno. Stal se prvním československým sériově vyráběným automobilem s pohonem předních kol. Celkem vzniklo 2750 kusů v pěti sériích.

## Historie
Počátkem 30. let brněnská zbrojovka vyráběla typ Z 9, konzervativně konstruovaný automobil, jehož prodejní výsledky nesplňovaly očekávání. Východiskem se měl stát nový vůz s pohonem předních kol, založený na licenci německé automobilky DKW. Vzhledem k vysokým finančním nárokům však k zakoupení licence nedošlo. Bylo rozhodnuto vyvinout vůz stejné koncepce, ale bez použití patentových řešení firmy DKW. Tým konstruktérů pod vedením nového šéfkonstruktéra Bořivoje Odstrčila během sedmi měsíců vyvinul prototyp ZA32. Ten byl dokončen v lednu 1933. Automobil Z 4, s reklamní přezdívkou Silná čtyřka, debutoval v dubnu 1933 na pražském autosalonu. Nový vůz slavil úspěch, první 500 kusová série byla rozprodána ještě před její výrobou, která započala v květnu 1933. Stal se prvním českým sériově vyráběným vozem s pohonem předních kol a výkyvnými polonápravami.
V letech 1933–1936 následovaly další čtyři postupně zdokonalované série. Poté, co byla výroba automobilů ve Zbrojovce Brno rozhodnutím MNO ukončena k 15. říjnu 1936, byly poslední vozy Z 4 prodány roku 1937. Celkem vzniklo 2750 kusů v pěti výrobních sériích, čímž se Z 4 stal nejúspěšnějším vozem značky.

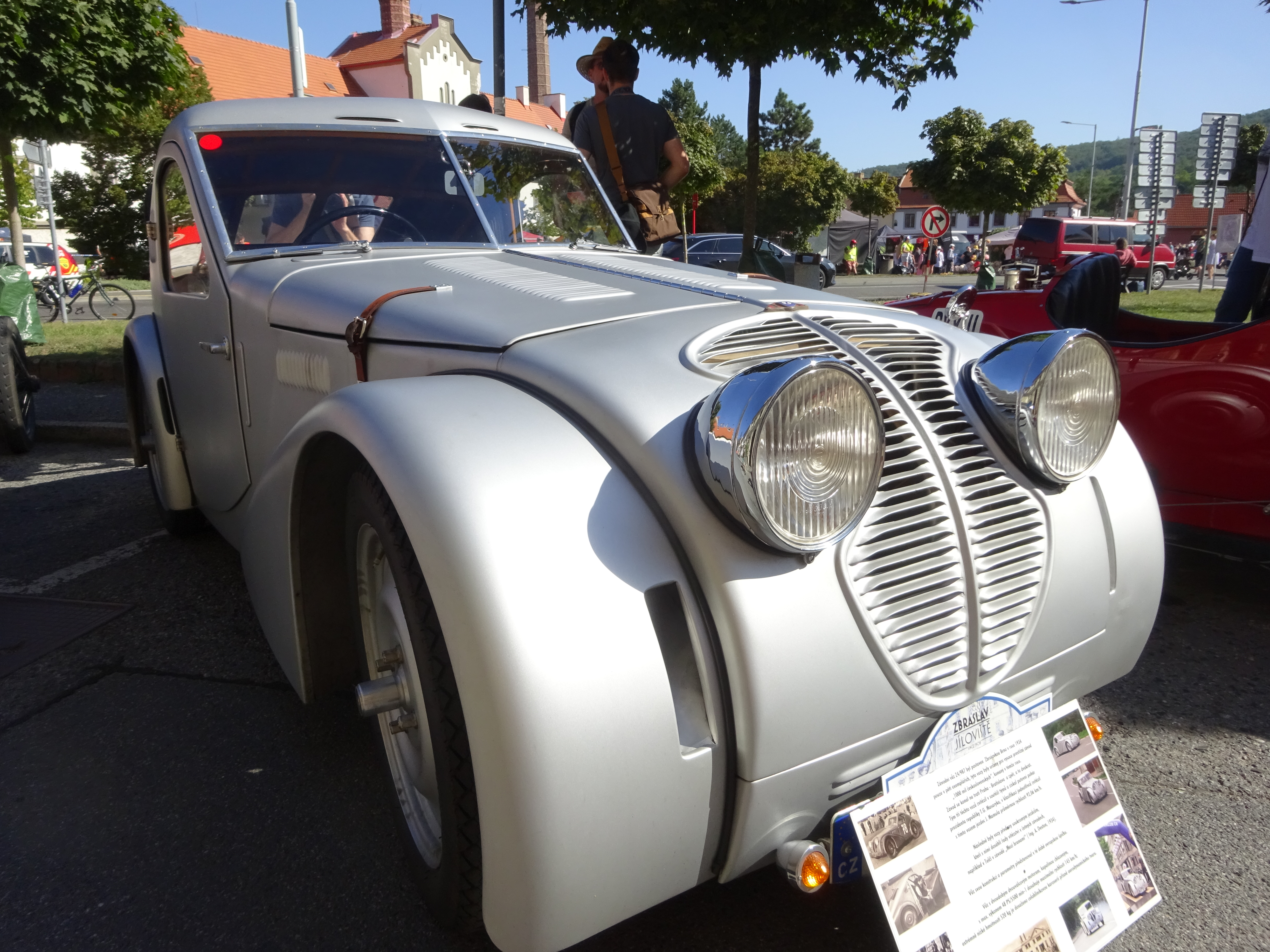
Zbrojovka Z 4 "1000 mil" (typ 987), Zbraslav 2024

Roku 1934 vzniklo na upraveném podvozku III. série pět závodních speciálů s aerodynamickou celohliníkovou, stříbřitou karosérií kupé (typ 987). Motor byl vyladěn na výkon 26-35 kW (35-48 k) při 5500 ot/min, vozy dosahovaly rychlosti 130-145 km/h a hmotnost činila pouhých 520 kg. Tři z nich se účastnily ve dnech 9.-10. června druhého ročníku závodu 1000 mil československých a získaly Cenu presidenta republiky pro nejlepší tovární tým. Posádka Mamula-Mašek zvítězila v kategorii do 1,1 litrů v průměrné rychlosti 92,06 km/h. To přispělo k popularitě vozů Z. Stejnou měrou Zetky získávaly propagací řady tehdejších celebrit, v čele s králem komiků Vlastou Burianem a oblíbenými herečkami Hanou Vítovou a Věrou Ferbasovou. Po úspěchu na 1000 mílích Zbrojovka prodala vozy soukromým jezdcům a rychle následovaly další úspěšné, vítězné starty, jen v roce 1934 na II. Lochotínském okruhu (Karel Vlašín), na Okruhu v Telči - Mezi dvěma branami (Ing. Bohdan Deston) atd. V roce 1935 připojil vítězství na Krakonošově okruhu Karel Vlašín (vše ve třídě do 1100  cm³).

## Přehled sérií
- I. série – výroba duben (květen) až září 1933, celkem 500 ks s karosériemi polokabriolet (420 ks) a roadster (80 ks).[1]
- II. série – úprava masky a karosérie. Výroba od června 1933, celkem 750 ks s karosériemi tudor a polokabriolet.[8]
- III. série – motor o zvětšeném obsahu (980 ccm) a výkonu, úprava karosérie. Výroba duben až listopad 1934, celkem 500 ks.[8]
- IV. série – prodloužení rozvoru na 2700 mm, hřebenové řízení, zakulacení karosérie. Výroba od srpna 1934, celkem 500 ks.[8]
- V. série – prodloužení rozvoru na 2760 mm, zakulacení karosérie. Výroba duben 1935 až říjen 1936, celkem 500 ks.[8]

## Technický popis

### Motor a převodovka
Vůz Z 4 pohání řadový, vodou chlazený dvoudobý zážehový dvouválec. Motor má zdvihový objem 908 cm³ (I. a II. série) nebo 981 cm³ (III. až V. série). Přípravu palivové směsi zajišťuje karburátor Zenith 30. Motor je opatřen akumulátorovým zapalováním, elektrická instalace pracuje s napětím 6 V. Chlazení motoru je termosifonové, bez ventilátoru.
Motor je uložen za přední nápravou, před ním se nachází třístupňová převodovka a rozvodovka s diferenciálem. Spojka je suchá, jednokotoučová. Motor a převodovka tvoří montážní celek.

### Podvozek a karosérie
Základem podvozku je tuhý obdélníkový rám z U profilů. Kola jsou zavěšena na nezávislých lichoběžníkových polonápravách, tvořených příčným spodním ramenem a spojených příčným listovým pérem. Řízení je šnekové nebo hřebenové (IV. a V. série). Mechanické bubnové brzdy jsou na všech čtyřech kolech. Kola jsou ocelová disková a opatřená pneumatikami rozměru 4,50×18" nebo později 5,25×16".
Vozy byly dodávány s dvoudveřovými karosériemi tudor, polokabriolet nebo roadster. Kromě továrních karosérií vznikaly i individuální nástavby u samostatných karosářů. Příkladem může být Z 4 (Dostál), čtyřsedadlový roadster z roku 1934, představený na výstavě Automobilové klenoty 2024 v Praze.

### Tabulka technických dat
|                       | I. série                      | II. série                     | III. série                      | IV. série                       | V. série                        |
| --------------------- | ----------------------------- | ----------------------------- | ------------------------------- | ------------------------------- | ------------------------------- |
| Pohotovostní hmotnost | 750 kg                        | 750 kg                        | 800 kg                          | 830 kg                          | 830 kg                          |
| Rozvor                | 2 600 mm                      | 2 600 mm                      | 2 600 mm                        | 2 700 mm                        | 2 760 mm                        |
| Rozchod               | 1 100 mm                      | 1 100 mm                      | 1 100 mm                        | 1 100 mm                        | 1 100 mm                        |
| Pneumatiky            | 4,50×18                       | 5,25×16                       | 5,25×16                         | 5,25×16                         | 5,25×16                         |
| Zdvihový objem        | 905 cm³                       | 905 cm³                       | 980 cm³                         | 980 cm³                         | 980 cm³                         |
| Výkon                 | 14 kW (19 k) při 3000 ot./min | 14 kW (19 k) při 3000 ot./min | 18,4 kW (25 k) při 3000 ot./min | 18,4 kW (25 k) při 3000 ot./min | 18,4 kW (25 k) při 3000 ot./min |
| Spotřeba paliva       | 8–9 l /100 km                 | 8–9 l /100 km                 | 8–9 l /100 km                   | 8–9 l /100 km                   | 8–9 l /100 km                   |
| Nejvyšší rychlost     | 80–90 km/h                    | 80–90 km/h                    | 90–100 km/h                     | 90–100 km/h                     | 90–100 km/h                     |

## Galerie

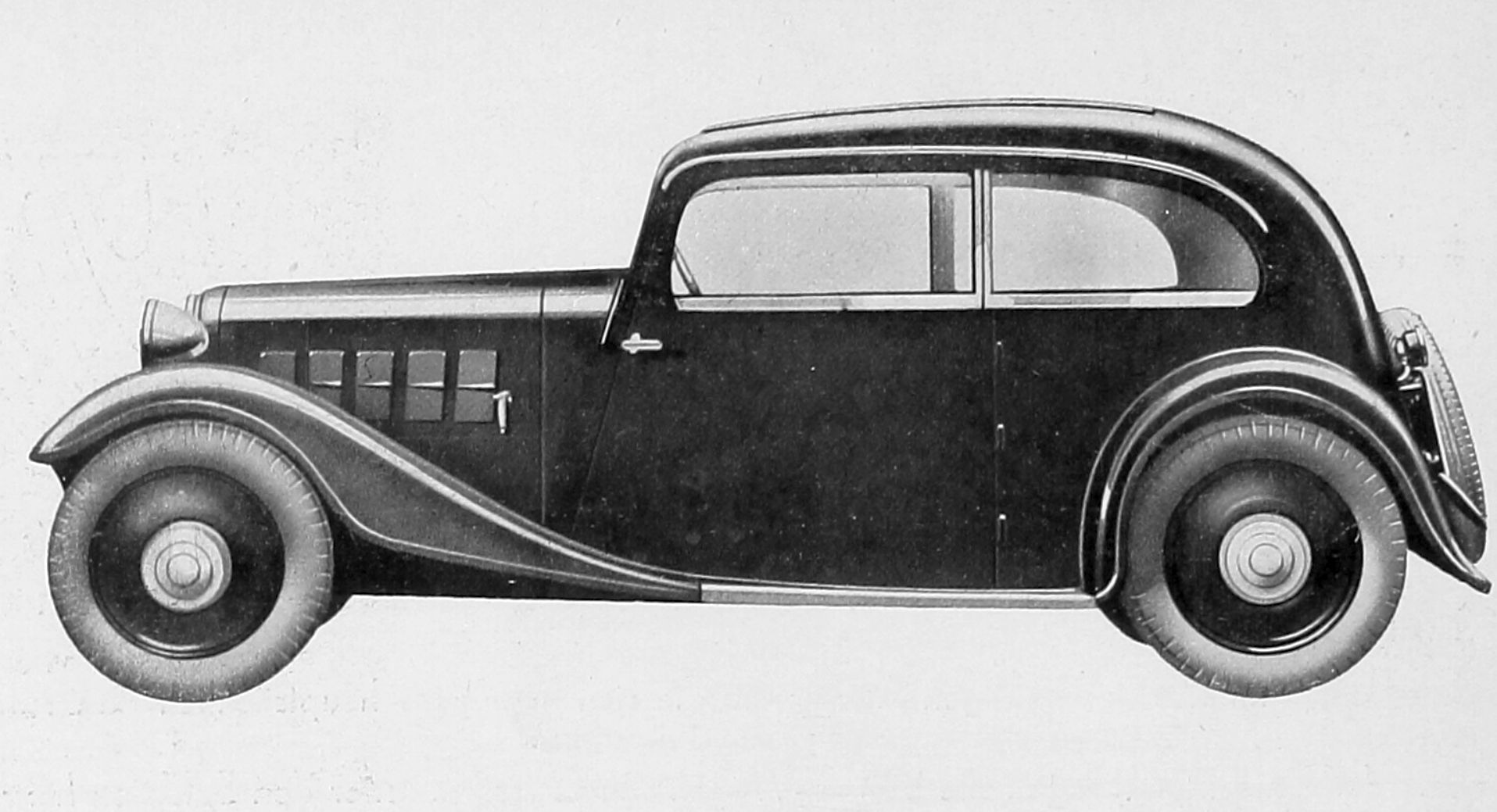
Z 4 (1934)
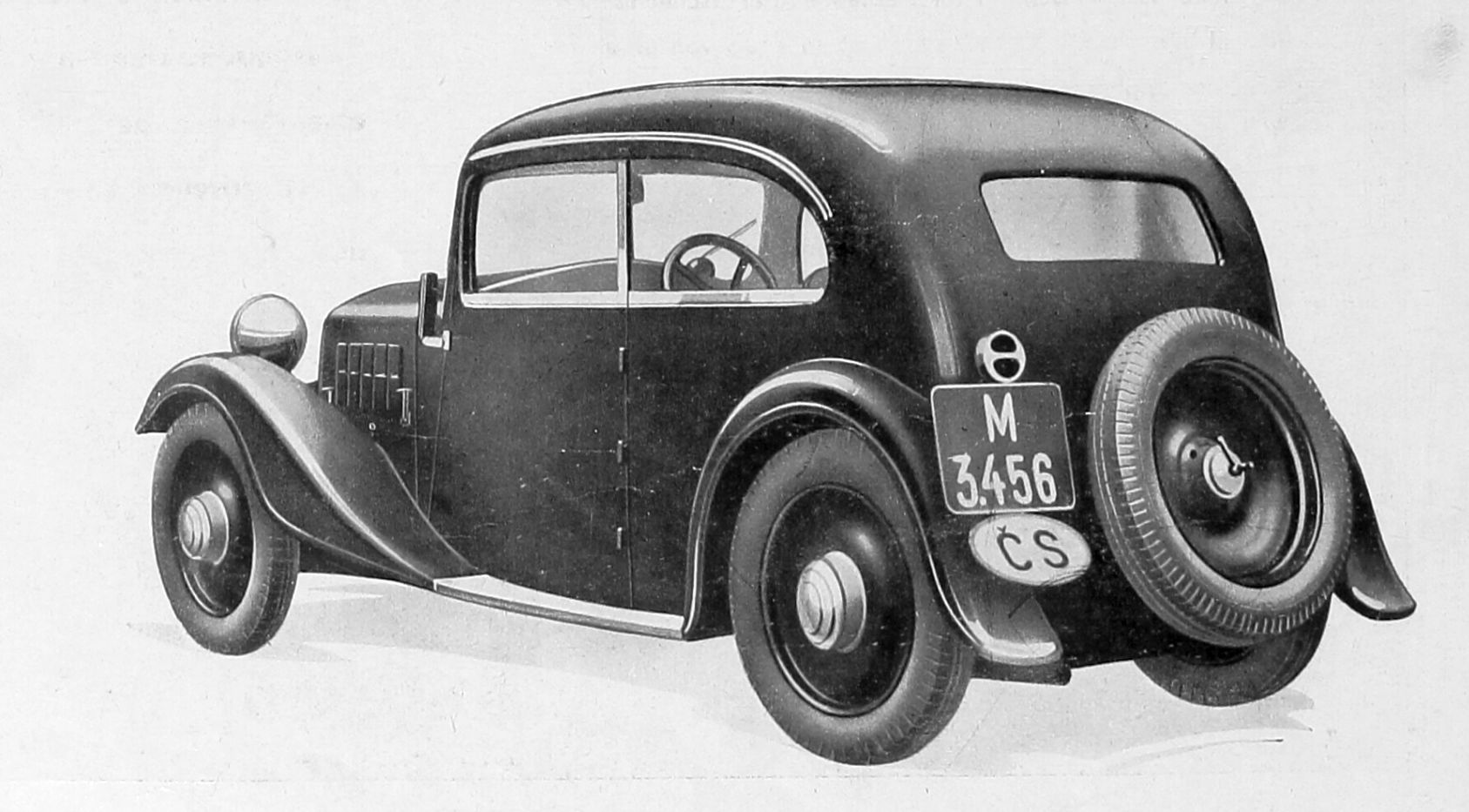
Z 4 (1934), zadní pohled
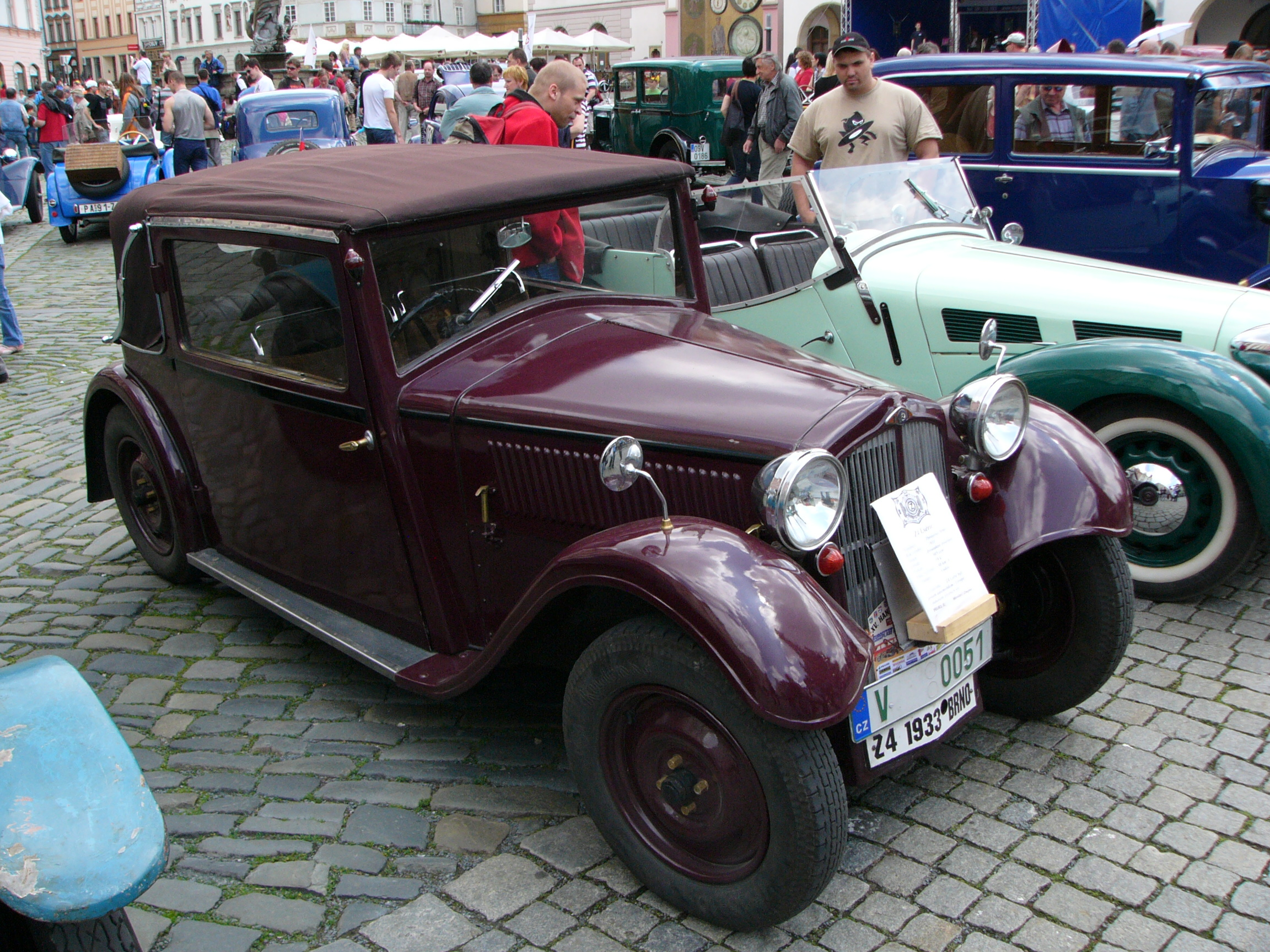
Z 4, I. série, polokabriolet
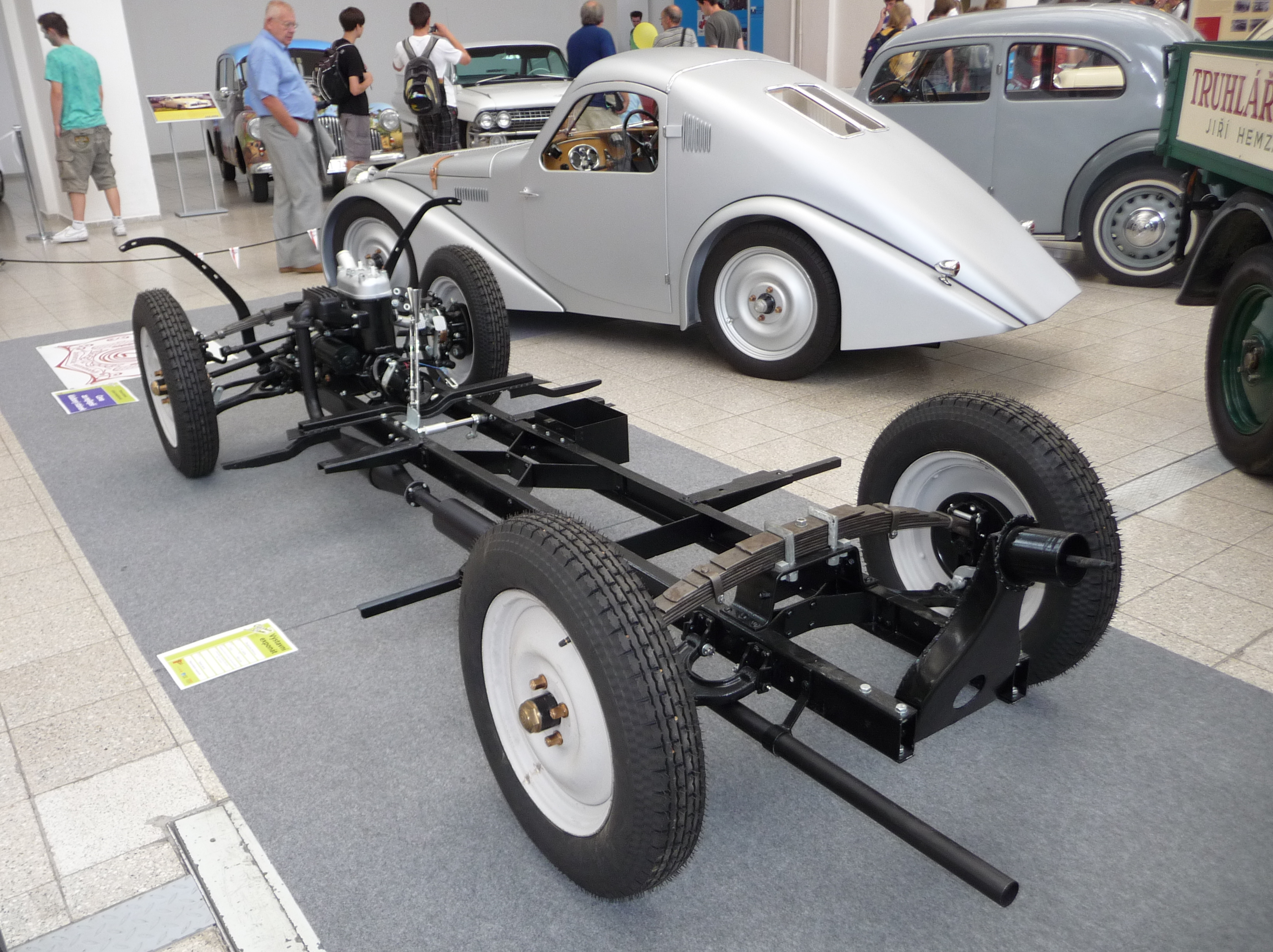
Z 4, I. série, podvozek
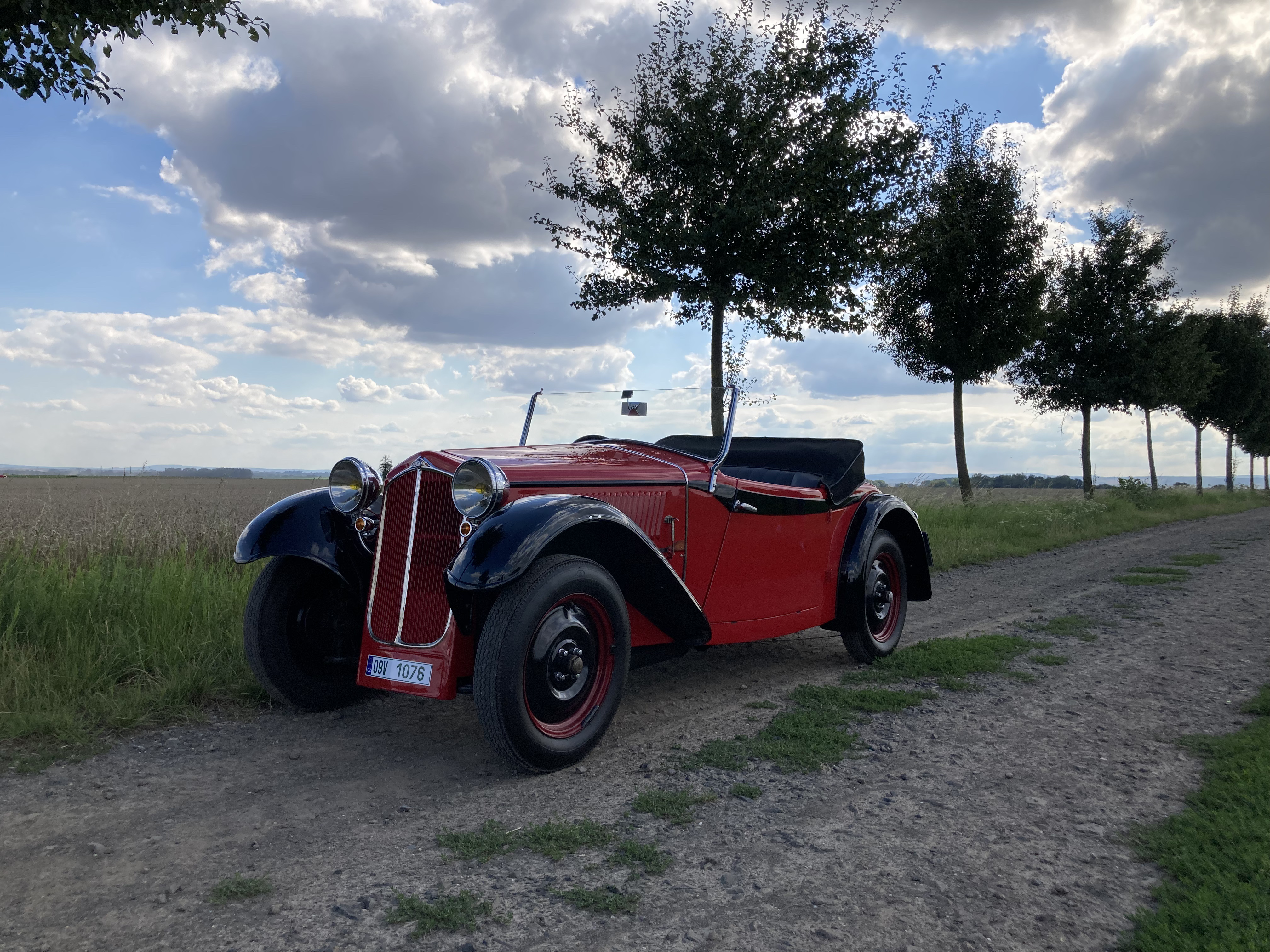
Z 4, I. série, 1000 mil 1933
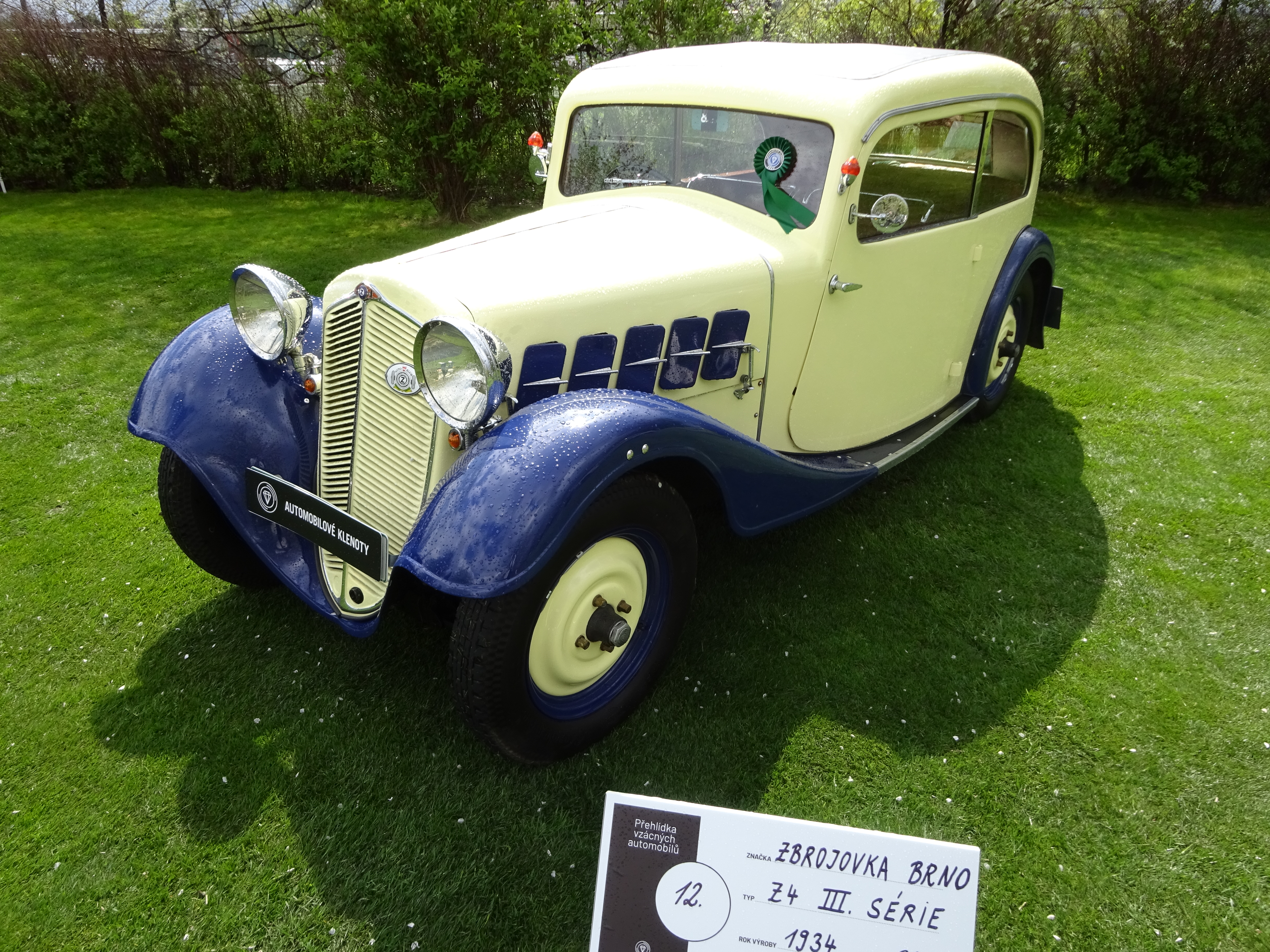
Z 4, III. série (1934), Automobilové klenoty 2023
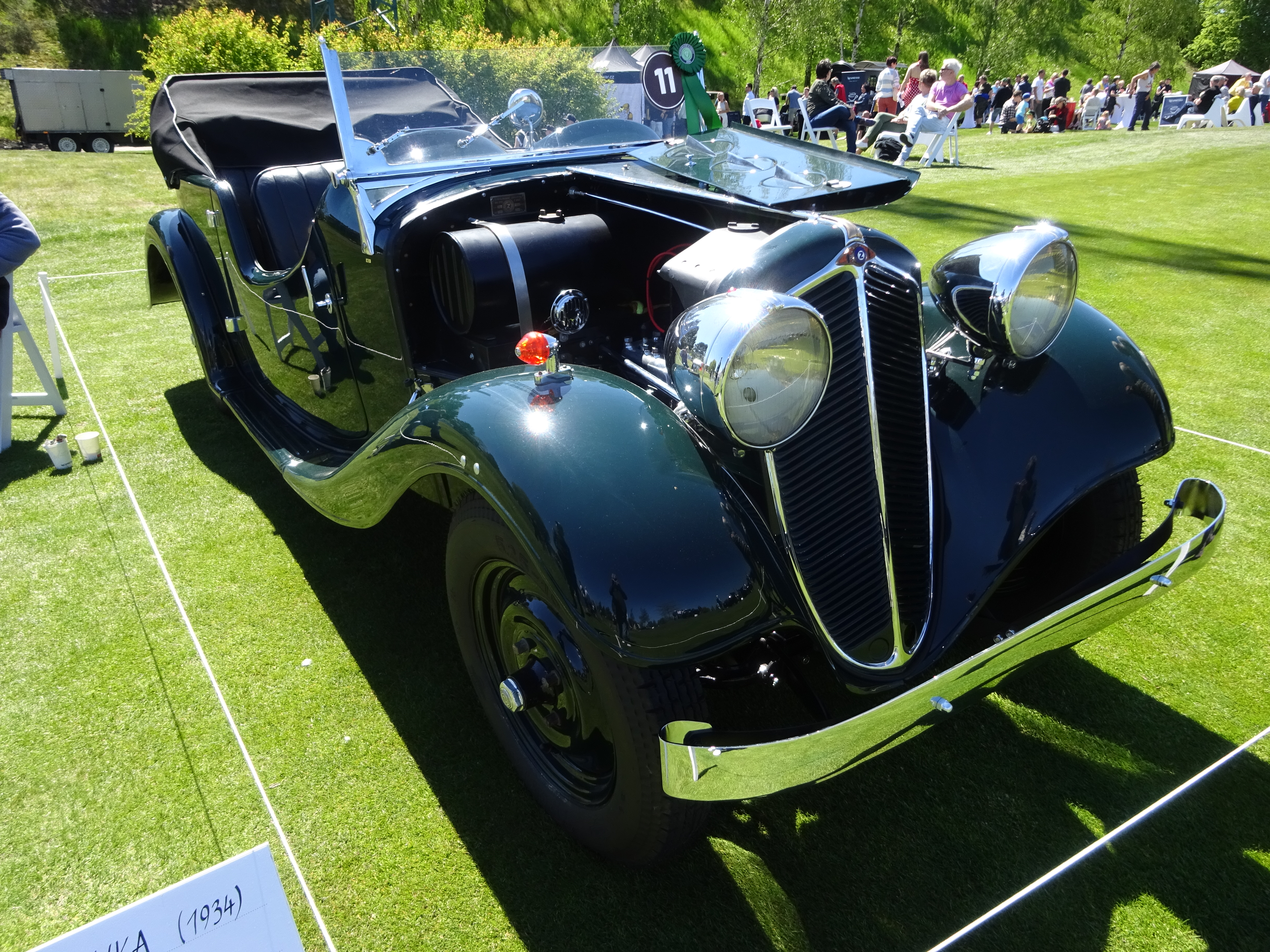
Z 4 (Dostál), čtyřsedadlový roadster 1934, Automobilové klenoty 2024
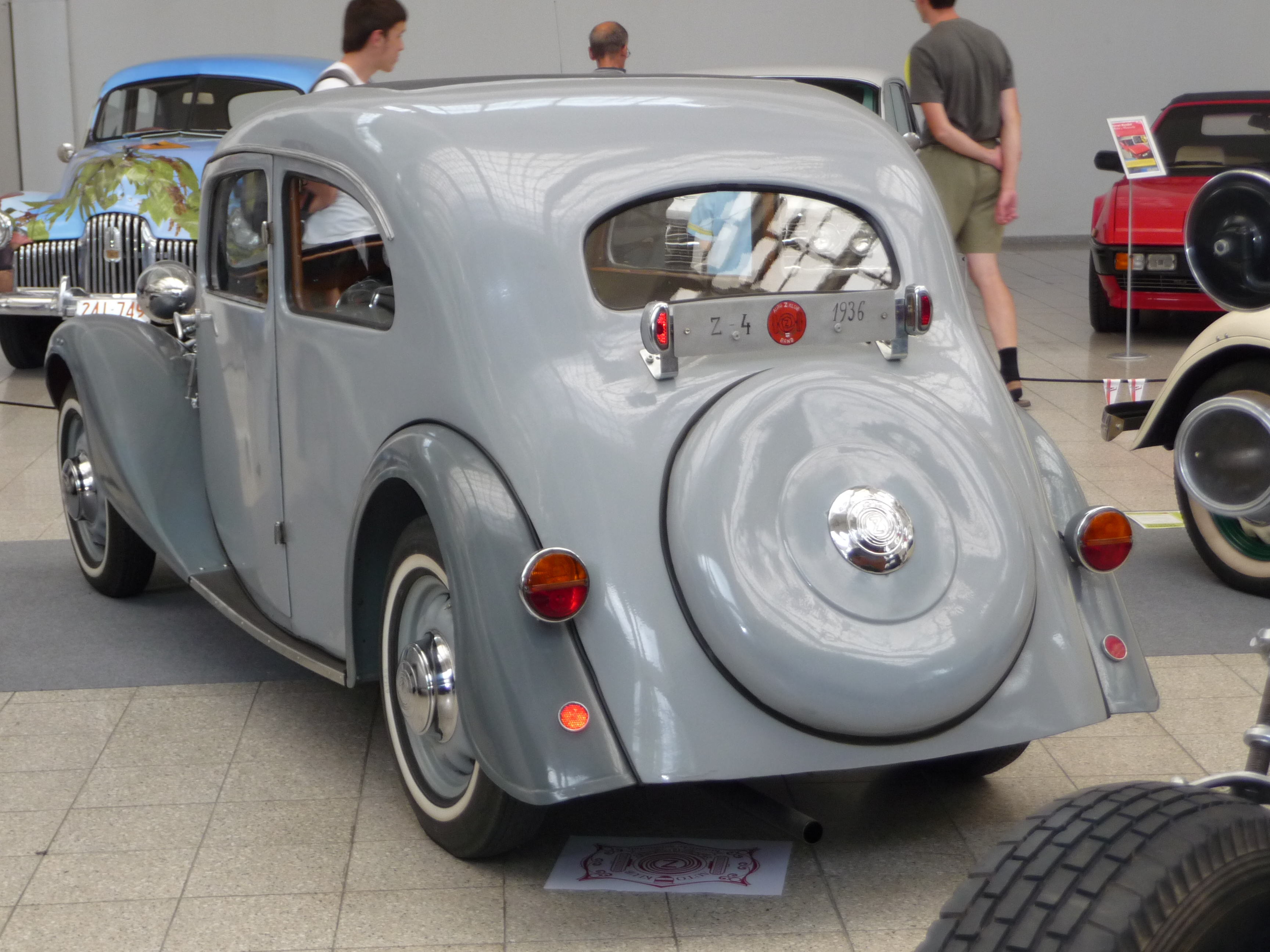
Z 4, V. série, tudor
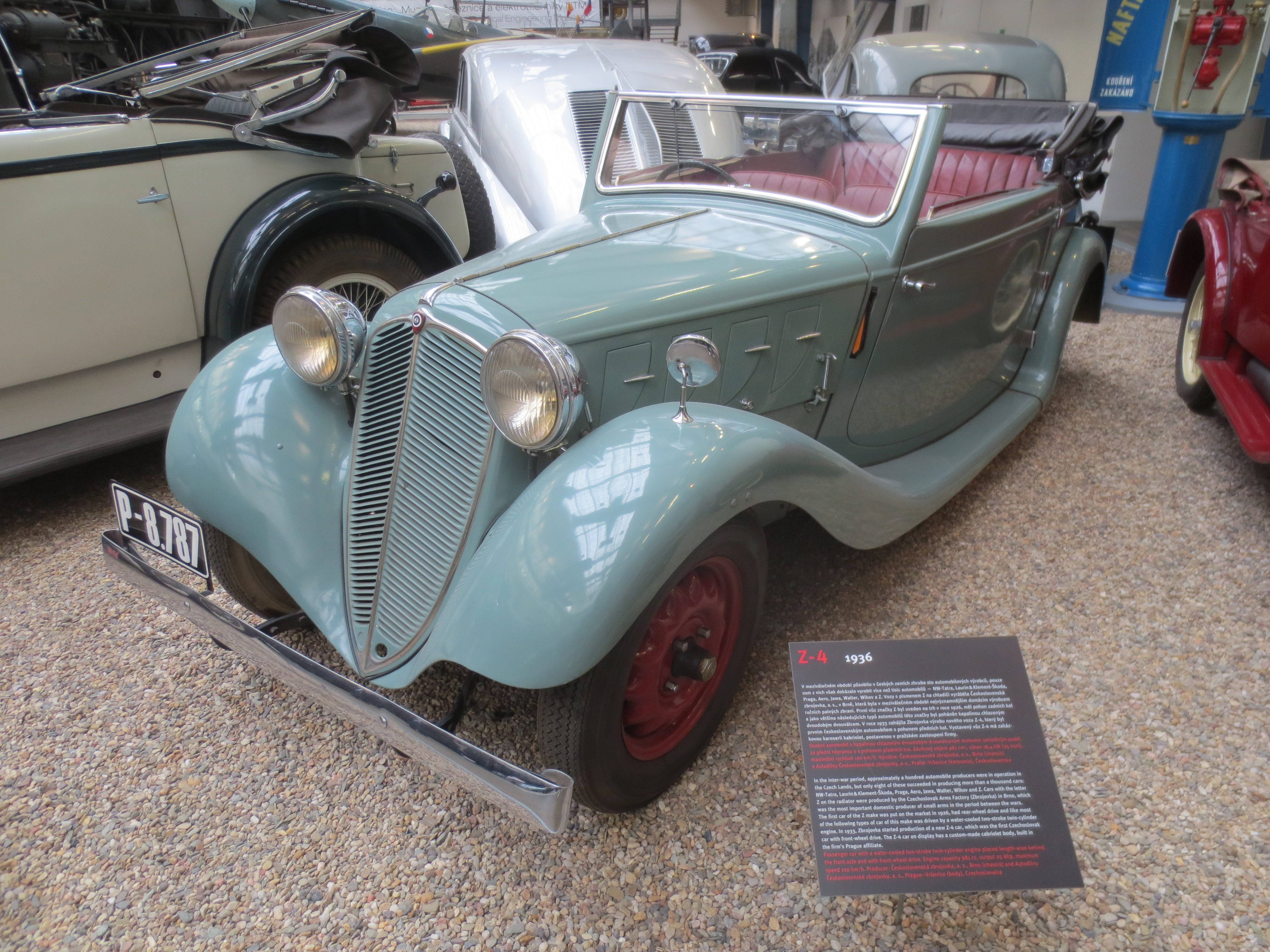
Z 4, kabriolet (1936)
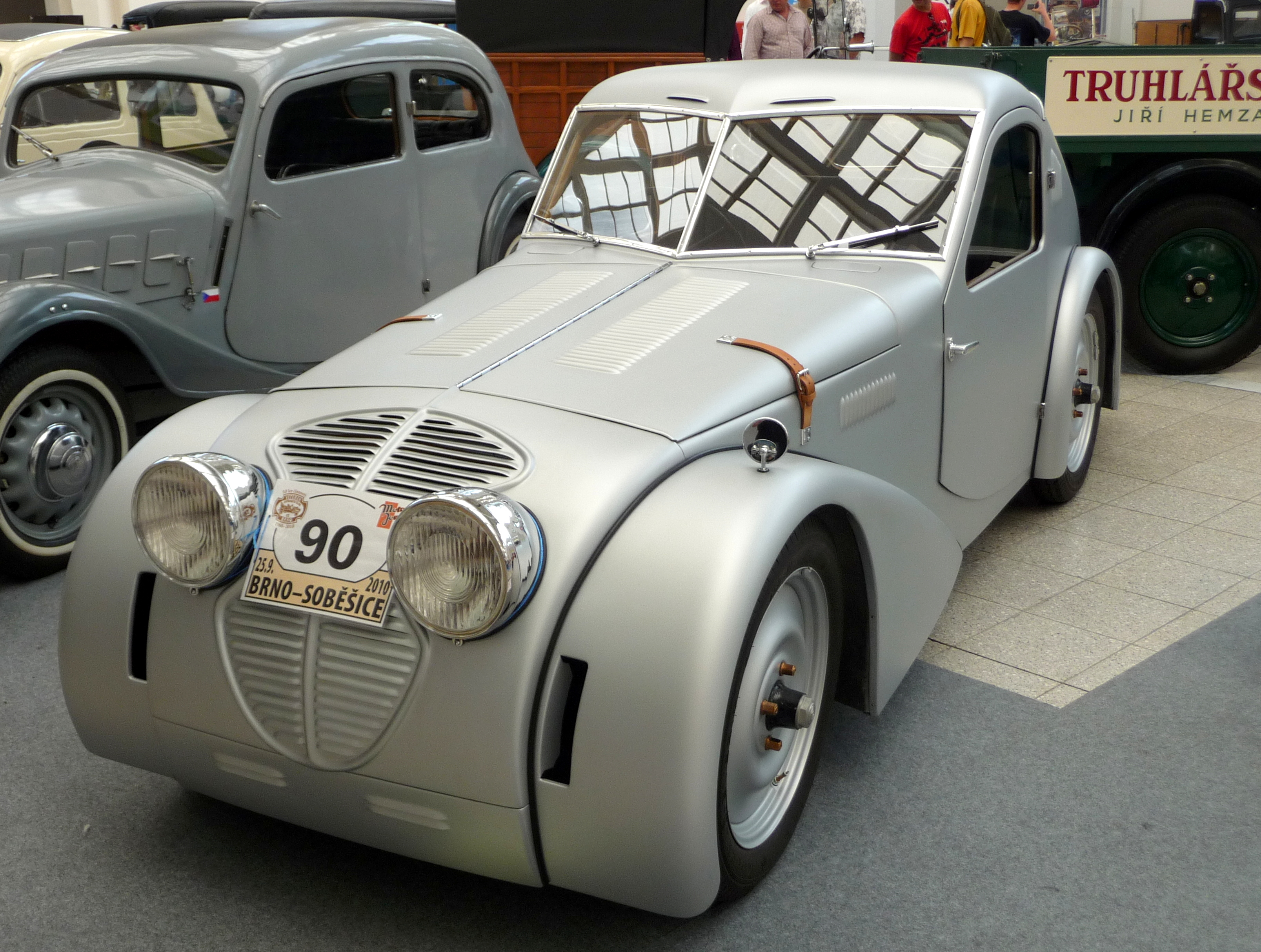
Z 4 "1000 mil československých", replika podle tovární dokumentace